# VPREB1
Йота-цепь иммуноглобулина (англ. Immunoglobulin iota chain; CD179a) — мембранный белок суперсемейства иммуноглобулинов. Продукт гена человека VPREB1.

## Функции
VpreB/CD179a — йота (ι)-цепь иммуноглобулина, полипептид, состоящий из 126 аминокислот, молекулярная масса 16-18 кДа. Экспрессирован на ранних стадиях развития B-лимфоцитов, а именно на проB-клетках и ранних преВ-клетках. Белок имеет структуру, сходную с иммуноглобулиновым доменом V типа, но не содержит последний бета-лист (бета-лист 7) типичного Ig V домена. Вместо этого C-конец белка не похож ни на один другой. VpreB/CD179a нековалентно ассоциирован с IGLL1/CD179b, образуя структуру, подобную лёгкой цепи иммуноглобулинов, которую называют суррогатной лёгкой цепью либо псевдолёгкой цепью. В этом комплексе неполный Ig V домен VpreB/CD179a дополняется экстра-бета-листом 7 молекулы IGLL1/CD179b. На поверхности ранних преВ-клеток гетеродимер CD179a/CD179b связан дисульфидной связью с мембранной тяжёлой мю-цепью в ассоциации со вспомогательным белковым гетеродимером Igα/Igβ (CD79a/CD79b). В результате этот комплекс формирует пре-B-клеточный рецептор. Хотя патологии, ассоциированные с CD179a ещё не описаны, недостаточность других компонентов рецептора, включая CD179b, Ig тяжёлую мю-цепь и CD79a, приводит к тяжёлому нарушению развития B-клеток и агаммаглобулинемии у человека. Пре-B-клеточный рецептор передаёт сигнал для (1) клеточной пролиферации, дифференциации проB- в преB-клетки; (2) аллельного исключения в генном локусе Ig тяжёлых цепей и (3) стимуляции V(D)J-рекомбинации Ig лёгких цепей. Таким образом, пре-B-клеточный рецептор функционирует как чек-пойнт ранних этапов развития B-клеток для контроля продукции Ig тяжёлых мю-цепей за счёт функциональной рекомбинации генов тяжёлых цепей, а также способности тяжёлых цепей связываться с лёгкими цепями.